# Лютый, Григорий Михайлович
Григорий Михайлович Лютый (21 января 1924 — 21 октября 1986) — старшина Рабоче-крестьянской Красной Армии, участник Великой Отечественной войны, Герой Советского Союза (1945).

## Биография
Григорий Лютый родился 21 января 1924 года в городе Городище (ныне — Черкасская область Украины). Окончил неполную среднюю школу и Уманский кооперативный техникум. В январе 1944 года Лютый был призван на службу в Рабоче-крестьянскую Красную Армию. С февраля того же года — на фронтах Великой Отечественной войны. В боях два раза был тяжело ранен.
К январю 1945 года сержант Григорий Лютый командовал отделением 904-го стрелкового полка 245-й стрелковой дивизии 59-й армии 1-го Украинского фронта. Отличился во время форсирования Одера. В ночь с 30 на 31 января 1945 года Лютый, заменив собой выбывшего из строя командира взвода, организовал переправу этого взвода через Одер к югу от населённого пункта Рейгерсфельд (ныне — Берава в 6 километрах к юго-востоку от Кендзежина) и захватил господствующую высоту. В составе роты взвод Лютого успешно захватил 18 зенитных орудий с боеприпасами. Противник предпринял несколько контратак против советских частей на плацдарме, но все они успешно были отбиты. В тех боях Лютый был тяжело ранен.
Указом Президиума Верховного Совета СССР от 10 апреля 1945 года за «мужество, отвагу и героизм, проявленные в борьбе с немецкими захватчиками» сержант Григорий Лютый был удостоен высокого звания Героя Советского Союза с вручением ордена Ленина и медали «Золотая Звезда» за номером 8165.
После окончания войны в звании старшины Лютый был демобилизован. Проживал в городе Смела Черкасской области, работал председателем Смелянского райпотребсоюза. Скончался 21 октября 1986 года.
Заслуженный работник торговли Украинской ССР. Был также награждён орденами Октябрьской Революции и Отечественной войны 1-й степени, рядом медалей.